# Augosoma hippocrates
Augosoma hippocrates är en skalbaggsart som beskrevs av Milani 1995. Augosoma hippocrates ingår i släktet Augosoma och familjen Dynastidae. Inga underarter finns listade.